# Kilampadi
Kilampadi es una ciudad y nagar Panchayat situada en el distrito de Erode en el estado de Tamil Nadu (India). Su población es de 6422 habitantes (2011).

## Demografía
Según el censo de 2011 la población de Kilampadi era de 6422 habitantes, de los cuales 3167 eran hombres y 3255 eran mujeres. Kilampadi tiene una tasa media de alfabetización del 69,07%, inferior a la media estatal del 80,09%: la alfabetización masculina es del 80,30%, y la alfabetización femenina del 58,25%.